# 苏·莱恩
苏林·莱恩（Suellyn Lyon；1946年7月10日—2019年12月26日），一般称为苏·莱恩（Sue Lyon），或译苏·丽安，是一名美国女演员。她在13岁时作为模特加入娱乐圈，后来因在电影《一樹梨花壓海棠》（1962）中扮演主角而爆红，并获得金球奖。

## 生平
她于1946年7月10日出生在爱荷华州达文波特，是家中五个孩子中最小的，她的父亲在她一岁之前就去世了。不久之后，她的母亲苏·卡尔·莱恩（Sue Karr Lyon）举家搬到达拉斯，后又搬到了洛杉矶。
14岁时，她在斯坦利·库布里克的电影《一樹梨花壓海棠》中饰演德洛丽丝·“洛丽塔”·黑兹，原作者弗拉基米尔·纳博科夫称她为“完美的小仙女”（perfect nymphet）。
这部电影于1962年6月首映时，她才15岁，甚至不满足看自己作品的条件。她因此成名，并获得了金球奖最有前途女性新人奖。她为这部电影录制了两首歌曲，由米高梅发行。
此后，她还曾参演約翰·休斯頓《巫山风雨夜》（1964）、约翰·福特的《七女人》（1965）等。到1970年代，她主要饰演的都是一些次要角色。她参演的最后一部作品是1980年的《大鳄鱼》。

## 个人生活
她结过五次婚，1973年因在科罗拉多州监狱与犯抢劫和二级谋杀罪的科顿·亚当森（Cotton Adamson）结婚而引发争议，亚当森在1974年结束服刑，但旋即再次犯下抢劫罪。1960年代中期，她曾是苏格兰创作歌手唐納文的伴侣。
她与罗兰·哈里森（Roland Harrison）育有一女诺娜·哈里森·戈麦斯 (née Nona Merrill Harrison，1972年出生）。

## 去世
她于2019年12月26日上午在西好莱坞去世，享年73岁。虽然没有给出具体的死因，但据报道她“有一段时间”健康状况不佳。